# Erwin Johst
Erwin Johst (* 9. Mai 1909; † 31. August 1956 in Krefeld) war ein deutscher Politiker (NSDAP), Mitglied des Danziger Volkstages und Landrat.

## Leben
Zum 1. August 1930 trat er der NSDAP bei (Mitgliedsnummer 277.280). Bei der Volkstagswahl in Danzig 1933 wurde er zum Abgeordneten des fünften Volkstages der Freien Stadt Danzig (1933–1935) gewählt.
1934 wurde der Kreisleiter der NSDAP Johst in Danzig zum Landrat im Kreis Danziger Niederung ernannt und ab 1939 Landrat im neu gebildeten Landkreis Danzig. Unterbrochen wurde seine Tätigkeit als Landrat mit der Beschäftigung von 1939 bis 1940 im Landkreis Neumark (Westpr.).
Am 30. Januar 1939 wurde Johst das Goldene Parteiabzeichen der NSDAP verliehen.